# Борис Бекер
Борис Франц Бекер (на немски: Boris Franz Becker) е бивш професионален тенисист от Германия.

## Биография
Роден е на 22 ноември 1967 г. в Лаймен, близо до Хайделберг. 

## Кариера

### Детство
Борис е син на архитект, който построява тенис комплекс в Лаймен (Блау-Вайс тенисклуб), където той прави първите си стъпки в тениса. Преди това обръща внимание повече на футбола, но след 12-ата си годишнина се съсредоточава главно върху тениса. Печели 3 пъти немското юношеско първенство и има честа да работи с известни треньори, между които и Ник Болетиери.

### 1984 – 1985
Дебют при професионалистите прави на турнира в Кьолн на 24 октомври 1983, играе със Санди Майер от САЩ и губи с 1-2 (6-3, 4-6, 4–6). Още следващия сезон при първото си участие на турнир от големия шлем в Австралия стига четвъртфинал и загатва за бъдещи успехи. Същата година на 11 юни печели първата си титла на двойки в партньорство с поляка Войтек Фибак.
На 10 юни 1985 прави дебют на трева на – Куинс къп, с победа над американеца Нелсън Тод. След това стига до финала, където изненадващо печели срещу южноафриканеца Йохан Крийк. Две седмици по-късно постига още по-голям успех – на 17 години и 7 месеца при второто си участие печели Уимбълдън побеждавайки поставения под номер 8 Кевин Кърен с 3:1 (Репортаж от мача). Специалистите и публиката са възхитени от мощта и агресивния тенис, който им представя Бекер. Джон Макенроу възкликва:
| „ | „Когато го видях как играе, разбрах, че не е имало по-силен сервис в историята на тениса. Борис изглеждаше физически по-голям за годините си. Бе вече зрял мъж.“ | “ |

Три месеца след триумфа става и най-младия шампион на мастърса в Синсинати, побеждавайки Матс Виландер, а в края на годината се представя успешно и на Мастърса (сега Мастърс къп), като достига до финала, който губи от Иван Лендъл в три сета.

### 1986 – 1987
Бекер отново се завръща в Лондон вече поставен и без сериозни проблеми стига финала, който печели отново, този път срещу поставения под номер 1 Иван Лендъл в три сета (Репортаж от мача) и затвърждава името си като великолепно играещ на трева.
След Уимбълдън триумфира в Торонто срещу Стефан Едберг и Париж, но за втора поредна година се проваля на финала на Мастърса.
През 1987 следва лек спад във формата му. Ранно отпадане още в 3-ти кръг в Австралия, след което печели турнира в Индиън Уелс с победа над Едберг, но губи от него два пъти през сезона. На Ролан Гарос стига до полуфиналите, но отпада от Матс Виландер. Обещаващо започва борбата за 3-та титла от Уимбълдън – печели Куинс къп, но отпада сензационно във втория кръг и не успява да защити титлата си. В групите на Мастърса (няма сериозен успех и отпада още в групите.
Същата година в мач за Купа Дейвис играе един от най-дългите мачове в историята на тениса срещу Джон Макенроу. Тайбрек в мачовете за Купа Дейвис тогава няма, двубоя продължава 6 часа и 39 минути, а Бекер побеждава с 3:2 сета (4 – 6, 15 – 13, 8 – 10, 6 – 2, 6 – 2).
Междувременно младия Бекер се превръща в един от символите на спортните успехи на Германия. Висок, едър и снажен, със светли очи, с прекрасна техника, силни удари и самочувствие на голям шампион. Печели публиката на Лондон, а след това и на другите турнири в които участва със сърцатата си игра и удивителните си плонжове. Легендарния тенисист от миналото Готфрид Фон Крам вече е история, а Германия има своите нови две звезди в тениса в лицето на Бекер и новоизгрялата звезда при жените Щефи Граф.

### 1988
Побеждава на 2 пъти Едберг – на финалите в Далас и Куинс Къп. Започва успешно Уимбълдън и на четвъртфинал отстранява шампиона Пат Кеш, а след това на полуфинал Иван Лендъл за да се стигне до 3-ти мач за годината с Едберг. Този път обаче Едберг е по-добрия и печели с 1:3 сета (Репортаж от мача), а тениса има поредното велико съперничество. Мачовете между тях се превръщат в гаранция за красота и много емоции. Още същата година Бекер помага на Германия да спечели финала на Купа Дейвис срещу Швеция. На сингъл Бекер побеждава Едберг с 3:0 (6 – 3 6 – 1 6 – 4), а на двойки заедно с Ерик Йелен обръщат от 2:0 до 3:2 Едберг и Андерс Йеруд. Преди това губи двубоя си с Едберг в групите на Заключителния турнир на АТП с 1:2 (6 – 7 6 – 3 4 – 6). Все пак продължава и стига до финала, където печели срещу Лендъл с 3:2 сета (5 – 7, 7 – 6, 3 – 6, 6 – 2, 7 – 6)
На ЮС Оупън записва най-слабото си представяне, отпадайки от Дарън Кейхил във втория кръг.

### 1989
Най-успешната в кариерата на Бекер. Започва с отпадане в 4-ти кръг в Австралия, следват 2 титли от турнирите в Милано и Филаделфия и 4 победи без допуснат сет за Купа Дейвис. Стига и до първи финал на клей в Монте Карло Мастърс, но губи от Алберто Мансини.
През май Германия печели Световната отборна купа по тенис, а Бекер взима всичките си 4 мача и губи само сет. Добрите игри продължават и на Ролан Гарос, където стига до полуфинал срещу Едберг в двубой, който трябва да определи кой ще се изправи срещу младия Майкъл Ченг от САЩ. Бекер губи мача и предоставя възможността на Едберг. Все пак Ченг печели и подобрява рекорда на Бекер за най-млад шампион на турнирите от големия шлем.
Без никакъв проблем стига до полуфиналите на Уимбълдън, където го чака Иван Лендъл, решен на всяка цена най-после да спечели единствения турнир от големия шлем, който му убягва. Лендъл играе на върха на възможностите си и повежда с 2:1 сета, но нищо не може да спре Бекер по пътя към финала и след 4 часа Бекер сервира за мача. Четири мощни първи сервиса и повторението на финала е факт.
След тежката загуба предния сезон Бекер е решен да си върне титлата и го прави по безапелационен начин. Първия сет трае едва 22 минути, а резултата е 6 – 0 гейма за Бекер. Във втория при 5 – 5 Едберг пробива и получава възможността да сервира за спечелване на сета, успява да го направи безпроблемно 40 – 0 точки и 3 сетбола, но сета още не е свършил ... следват 5 поредни точки за Бекер и тайбрек. Едберг печели първата точка, след ретур, но следващите 7 отиват на сметката на Бекер, с което и сета. Третия сет Бекер печели с 6:4 и купата отново е в неговите ръце (Репортаж от мача). Триумфа за Германия е пълен след победата на Щефи Граф над Мартина Навратилова на финала при жените и титлата на двойки.
Следват две победи над Едберг на финала на мастърса в Париж и в групите на заключителния турнир Мастърс, но поражение на финала с 1:3 (6 – 4 6 – 7 3 – 6 1 – 6). Освен Уимбълдън Бекер печели и ЮС Оупън с нова победа над Иван Лендъл – 3:1 (7 – 6, 1 – 6, 6 – 3, 7 – 6). Записва 22 победи и 2 загуби в турнирите от големия шлем, което е личен рекорд за него.
За Купа Дейвис Бекер носи нов триумф на Германия и нова драматична победа. В полуфиналния мач срещу САЩ, Андре Агаси повежда с 2:0 сета, но Борис го обръща и печели с 3:2 (6 – 7, 6 – 7, 7 – 6, 6 – 4, 6 – 4), с 3:2 печели и Германия и в края на годината се изправя отново срещу Швеция. Бекер е неудържим и безкомпромисно побеждава Едберг и Виландер, като им дава едва 12 гейма. В двубоя на двойки заедно с Ерик Йелен надделяват над Андерс Яруд и Ян Гунарсон и Германия отново е шампион.
В годишната класация на ATP Едберг е номер едно, но Бекер печели наградата на ITF за най-добър играч през сезона, като става едва втория играч след Бьорн Борг, който взима този трофей, а не завършва годината като номер 1 в ранглистата на АТП.

### 1990
Годината започва обещаващо с титли от Щутгарт и Брюксел, след което и финал в Хамбург. Проблемите обаче започват след това. Германия отпада в групите на световното отборно първенство, а Бекер губи още в Първи кръг на Ролан Гарос от Горан Иванишевич. Иван Лендъл побеждава във финала на Куинс къп и дава сериозна заявка за титла. Все пак на финал отново са Едберг и Бекер. Едберг печели лесно първите 2 сета, но Бекер се връща печелейки 3-тия и 4-тия, дори повежда с 4:1 в 5-ия. До поредния голям и обрат и триумф на Бекер остават само два гейма, но той изпуска инициативата и губи с 4:6 гейма (Репортаж от мача), с което и втори финал от Едберг. Бекер връща поражението с победа на финала на домашния турнир на Едберг – Мастърса в Стокхолм с 3:0 сета (6 – 4; 6 – 0; 6 – 3)(репортаж от мача), но напуска контузен при 3:3 на финала в Париж.
Едберг не печели повече мач срещу Бекер. Все пак през 1996 двамата се срещат отново на финал и отново на трева, само че този път не на Уимбълдън, а на Куинс къп. Едберг, за който това е последен финал в кариерата му (отказва се в края на сезона) получава 7 възможности за пробив, но печели една, Бекер печели 2 от 2 и взима мача с 2:0 сета (6 – 4, 7 – 6). Съперничеството им завършва с 25 победи за Бекер срещу 10 за Едберг.

### 1991 – 1999
1991 печели 5-а титла от големия шлем на Аустрелиън оупън, като побеждава Иван Лендъл с 3:1 (1 – 6, 6 – 4, 6 – 4, 6 – 4). Печели Куинс къп срещу Едберг и всички се готвят за четвърти пореден финал. Бекер стига трудно до финала, а Едберг сензационно отпада от друг немец – Михаел Щих. Щих продължава с великолепното си представяне и на финала където побеждава Бекер, а медиите в Германия започват да говорят за ново голямо съперничевство, този път между двамата немци. Заключителния турнир Мастърс вече е в Германия и още същата година Бекер взима реванш в групите на турнира, но отпада след загуби от Агаси и Пийт Сампрас.
Голямо съперничевство не се получава, но за сметка на това двамата печелят злато на двойки на олимпийските игри в Барселона през 1992. Същата година Бекер отпада на 1/4 финал на Уимбълдън от бъдещия шампион Андре Агаси.
1993 Бекер и Щих се срещат на 2 пъти, първия път на Куинс къп, където Щих побеждава с 2:0 сета и дава нови сериозни заявки за Уимбълдън, но на четвъртфинал Борис Бекер го отстранява след 5 сетова победа и стига финал срещу Пийт Сампрас, който кръг по-рано побеждава шампиона Агаси. Сампрас играе своя едва втори полуфинал а за Бекер това е 7-и. Сампрас няма кой знае какви успехи, а Бекер е с репутацията на най-добрия на трева. В този мач обаче основното му оръжие не работи, прави 12 двойни грешки и не успява да пробие съперника си нито веднъж, Сампрас печели правото да играе финал, който по-късно печели. На трева двамата играят още два пъти – финал през 1995 и четвъртфинал през 1997. Сампрас печели и двата с резултат 3:1 сета. Успява да спечели общо 7 титли и далеч да подобри рекордите на Бекер. След 1993 най-често играят на турнирите от световната купа на сингъл (сега Мастърс Къп) във Франкфурт, изиграват 6 двубоя и си разменят по 3 победи.
В периода 1992 – 1996 Бекер стига 4 пъти финалите в този турнир и печели два от тях: 1992 срещу Джим Къриър с 3:0 и 1995 срещу Майкъл Ченг с 3:0.
1996 изненадващо печели Аустрелиън оупън за 2-ри път с победа над Майкъл Ченг с 3:1 сета (6 – 2, 6 – 4, 2 – 6, 6 – 2)(Целия мач). Същата година отписаният от мнозина печели и Куинс къп, Мастърса в Щутгарт срещу Сампрас, турнира във Виена и учредения от ITF турнир Купа на големия шлем в Мюнхен, този път срещу Горан Иванишевич – 3:0 (6 – 3, 6 – 4, 6 – 4). Това е 49-ата и последна титла в кариерата на Бекер. Преди това играе финал във Франкфурт, но губи от Пийт Сампрас с 2:3 (6 – 3 6 – 7(5) 6 – 7(4) 7 – 6(11) 4 – 6)(Репортаж от мача). На следващата година отпада на четвъртфинал на Уимбълдън, след което обявява край на кариерата си. Все пак продължава да играе на Уимбълдън до 1999 година. Обявил окончателното си оттегляне от тениса се пуска на турнира за двойки на Куинс Къп заедно с Пийт Сампрас, но двамата отпадат след загуба от Бен Елут и Майкъл Хил още в първи кръг. На Уимбълдън започва срещу играещия с уайлдкард англичанин Милс Маклагън, губи първите 2 сета, но след това прави поредния си и последен обрат до 3:2 сета. Във втория кръг надделява над сънародника си Николас Кифер, а в 3-ти кръг побеждава бъдещия шампион Лейтън Хюит, за да стигне до мач с Патрик Рафтър, в който сили за повече от почетна загуба няма.
На същия турнир край на кариерата си слага и другата голяма звезда на немския тенис – Щефи Граф. В края на годината се провежда последното издание на турнира във Франкфурт, след което е преименуван и преместен. Златната ера в немския тенис приключва...
В кариерата си Борис Бекер печели 49 титли на сингъл и 15 на двойки. Общо 6 турнира от големия шлем, 3 пъти турнира мастърс и веднъж Купата на големия шлем. Печели рекордните за времето си 4 титли от Куинс къп и 4 от турнира провеждащ се първо в Стокхолм, а след това в Щутгарт. Изгражда си името на симпатичен и борбен тенисист. През периода 1985 – 1996 всяка година печели поне един турнир от Големия шлем или сериите мастърс. За 16-те години като професионалист 11 от тях е прекарал в топ 10. Печели общо в 14 различни държави: Австралия, Австрия, Белгия, Канада, Франция, Германия, Италия, Япония, Холандия, Катар, Швеция, Швейцария, Англия, САЩ. С отбора на Германия печели 2 пъти световното отборно първенство: през 1989 2:1 над Аржентина и 1998 3:0 над Чехия. Записва записва 54 победи и 12 загуби за отбора на Германия за Купа Дейвис. Също така печели Хопман къп през 1995 заедно с Анке Хубер.
През 2003 година е приет в Международната тенис зала на славата преди големия си съперник Едберг, отказал се 3 години преди него.

## Стил на игра
Играта на Бекер е изградена главно на мощния и точно пласиран сервис откъдето идва и единия му прякор – Бум-Бум Бекер. Неговият тежък форхенд и мощен ретур също имат голямо влияние върху играта му. Бекер практикува модерната за времето си тактика сервис-воле, като по този начин надделява над съперниците, които играят добре от основната линия.
Най-голямо впечатление обаче правят неговите плонжове – ефективни и атрактивни. Започва да ги изпълнява на Уимбълдън, а след това и на другите настилки, макар и с риск от нараняване. Често е канен на демонстративни мачове с чисто комерсиална цел.
Макар да е много известен и обичан той прекарва по-голямата част от кариерата си като номер 2 зад Иван Лендъл и Стефан Едберг. Лидер в ранглистата е едва 12 седмици през 1991.
Бекер като млад често има много емоционални изблици и реакции на корта. При слаба игра се укорява или удря ракетата си в корта, но за разлика от Джон Макенроу не излива яростта върху противника си
Играта на Бекер е описана по много интересни начини, като:
- Becker Blocker – мощния му ретур
- Becker Hecht – летящия му плонж
- Becker Shuffle – специфичния му „танц“ с който изразява радостта си от някои важни точки.
- Becker Säge – погледа му със стиснат юмрук след спечелен важен мач

Борис Бекер играе успешно на трева, хард и турнири в зала, но няма сериозни успехи на клей, макар че първата му титла на двойки е именно на такава настилка. През 1994 губи от Пийт Сампрас в Рим, а 1995 има 2 мачбола срещу Томас Мустер в Монте Карло, но отново губи. Също така стига до 3 полуфинала на Ролан Гарос и на Мастърса в Хамбург, където е отстранен от сънародника си Михаел Щих. Именно с него печели титла на двойки в Монако през 1992, а след това и злато на двойки на олимпиадата в Барселона през 1992, които остават и единствените му значими титли на клей.
Бекер играе през по-голямата част от своята кариера с ракети на немската фирма Puma. След като производството на любимия му модел ракети е спрян, той купува лиценза и модела продължава да се произвежда от Американската фирма Estusa.
Сега той има свой собствен модел ракети и спортна екипировка.

## Личен живот
На 13 декември 1993, Бекер се жени за актрисата и дизайнер Барбара Фелтус, дъщеря на африкански войник, който след това става добре познат фотограф и майка германка. Месец по-късно на 18 януари 1994 се ражда техния син Ноа, кръстен на добрия приятел на Бекер Яник Ноа. Второто им дете Елиас е родено на 4 септември 1999. Преди сватбата си те шокират немците публикувайки свои голи снимки правени от бащата на Барбара в известно немско списание. Бекер обявява раздялата си с Барбара през декември 1999, казвайки, че просто иска малко свободно време. Въпреки това седмица по-късно Барбара отлита за Маями заедно с Ноа и Елиас и подава бракоразводно дело в окръжния съд в Маями, позовавайки се на споразумение, при което всеки от тримата има право да получи по 2.5 млн. долара. През януари 2001 делото се излъчва на живо в Германия и Бекер е осъден да плати 14 млн. на Барбара, която взима и попечителството над Ноа и Елиас.
През февруари 2001 Бекер признава бащинството на дъщерята на Ангела Ермакова – Ана. Детето е резултат на кратка забежка в тоалетна на ресторант в Лондон през 1999 г. В началото Бекер отрича, но след ДНК теста признава..
През 2002 година Бекер е осъден за укриване на данъци, когато признава, че живее в Германия през периода 1991 – 93, а претендира за пребиваване в Монте Карло. Осъден е на две години условна присъда и наложена глоба от 500 000 щатски долара. .
Освен това Бекер помага чрез различни фондации на болни и нуждаещи се деца. След отказването си става лице и представител на Мерцедес за Източна Европа и за Северна Германия. Фен е на футболните клубове „Байерн“, Мюнхен и „Челси“, Лондон. Живее в швейцарския град Швиц. През 2000 година Бекер става съсобственик на фирмата Völkl, която се занимава с производството на тенис ракети и спортна екипировка.
През октомври 2006 Бекер подписва двугодишен договор с Водафон, където той трябва да отговаря на избрани текстови съобщения от фенове. Условията са да отговаря на около 300 съобщения на година. Целта е да се отговаря на въпроси и мнения около ATP тур.
През ноември 2007, Бекер се включва в отбора на звездите в най-големия сайт за онлайн покер pockerstars.net. С това Бекер гарантира участие в някои от големите европейски турнири по покер
.
През 2008 Бекер предлага брак на 24-годишната Александра Майер-Уолдън, дъщеря на бившия му мениджър – Аксел Майер-Уолдън., но октомври същата година те се разделят .

## Кариерна статистика

#### Титли отГолям шлем(6)
| година | турнир       | съперник      | резултат                             |
| ------ | ------------ | ------------- | ------------------------------------ |
| 1985   | Уимбълдън    | Кевин Кърън   | 6 – 3, 6 – 7(4–7), 7 – 6(7–3), 6 – 4 |
| 1986   | Уимбълдън    | Иван Лендъл   | 6 – 4, 6 – 3, 7 – 5                  |
| 1989   | Уимбълдън    | Стефан Едберг | 6 – 0, 7 – 6(7–1), 6 – 4             |
| 1989   | ОП САЩ       | Иван Лендъл   | 7 – 6(7–2), 1 – 6, 6 – 3, 7 – 6(7–4) |
| 1991   | ОП Австралия | Иван Лендъл   | 1 – 6, 6 – 4, 6 – 4, 6 – 4           |
| 1996   | ОП Австралия | Майкъл Ченг   | 6 – 2, 6 – 4, 2 – 6, 6 – 2           |

#### Финали на турнири отГолям шлем(4)
| година | турнир    | съперник      | резултат                          |
| ------ | --------- | ------------- | --------------------------------- |
| 1988   | Уимбълдън | Стефан Едберг | 6 – 4, 6 – 7(2–7), 4 – 6, 2 – 6   |
| 1990   | Уимбълдън | Стефан Едберг | 2 – 6, 2 – 6, 6 – 3, 6 – 3, 4 – 6 |
| 1991   | Уимбълдън | Михаел Щих    | 4 – 6, 6 – 7(4–7), 4 – 6          |
| 1995   | Уимбълдън | Пийт Сампрас  | 7 – 6(7–5), 2 – 6, 4 – 6, 2 – 6   |

#### Титли на Финалния турнирСветовния Тур на ATP(3)
| година | място     | финален турнир              | съперник във финала | резултат                          |
| ------ | --------- | --------------------------- | ------------------- | --------------------------------- |
| 1988   | Ню Йорк   | Гран При Мастърс            | Иван Лендъл         | 5–7, 7–6(7–5), 3–6, 6–2, 7–6(7–5) |
| 1992   | Франкфурт | ATP Тур Световно първенство | Джим Къриър         | 6–4, 6–3, 7–5                     |
| 1995   | Франкфурт | ATP Тур Световно първенство | Майкъл Ченг         | 7–6(7–3), 6–0, 7–6(7–5)           |

#### Финали на Финалния турнирСветовния Тур на ATP(5)
| година | място     | финален турнир              | съперник във финала | резултат                                 |
| ------ | --------- | --------------------------- | ------------------- | ---------------------------------------- |
| 1985   | Ню Йорк   | Гран При Мастърс            | Иван Лендъл         | 2–6, 6–7(1–7), 3–6                       |
| 1986   | Ню Йорк   | Гран При Мастърс            | Иван Лендъл         | 4–6, 4–6, 4–6                            |
| 1989   | Ню Йорк   | Гран При Мастърс            | Стефан Едберг       | 6–4, 6–7(6–8), 3–6, 1–6                  |
| 1994   | Франкфурт | ATP Тур Световно първенство | Пийт Сампрас        | 6–4, 3–6, 5–7, 4–6                       |
| 1996   | Хановер   | ATP Тур Световно първенство | Пийт Сампрас        | 6–3, 6–7(5–7), 6–7(4–7), 7–6(13–11), 4–6 |

#### Титли наКупа на големия шлем(1)
| година | турнир               | съперник         | резултат      |
| ------ | -------------------- | ---------------- | ------------- |
| 1996   | Купа на големия шлем | Горан Иванишевич | 6–3, 6–4, 6–4 |

### ATP финали (49 титли; 77 финала)
|        | П–З   | Година | Турнир                   | Клас           | Настилка   | Опонент           | Резултат                                 |
| ------ | ----- | ------ | ------------------------ | -------------- | ---------- | ----------------- | ---------------------------------------- |
| Победа | 1–0   | 1985   | Куинс Клъб Чемпиъншипс   | Гран При       | Трева      | Йохан Крик        | 6–2, 6–3                                 |
| Победа | 2–0   | 1985   | Уимбълдън                | Голям шлем     | Трева      | Кевин Кърън       | 6–3, 6–7(4–7), 7–6(7–3), 6–4             |
| Победа | 3–0   | 1985   | Синсинати                | Гран При       | Твърда     | Матс Виландер     | 6–4, 6–2                                 |
| Загуба | 3–1   | 1985   | Уембли Чемпиъншип        | Гран При       | Килим (з)  | Иван Лендъл       | 7–6(8–6), 3–6, 6–4, 4–6, 4–6             |
| Загуба | 3–2   | 1985   | ATP Финали (Ню Йорк)     | ATP Финали     | Килим (з)  | Иван Лендъл       | 2–6, 6–7(1–7), 3–6                       |
| Победа | 4–2   | 1986   | Чигаго Гран При          | Гран При       | Килим (з)  | Иван Лендъл       | 7–6(7–5), 6–3                            |
| Загуба | 4–3   | 1986   | WCT Финали (Далас)       | Гран При       | Килим (з)  | Андерс Ярид       | 7–6(7–3), 1–6, 1–6, 4–6                  |
| Победа | 5–3   | 1986   | Уимбълдън                | Голям шлем     | Трева      | Иван Лендъл       | 6–4, 6–3, 7–5                            |
| Загуба | 5–4   | 1986   | Волво Интернешънъл       | Гран При       | Твърда     | Иван Лендъл       | 4–6, 6–7(0–7)                            |
| Победа | 6–4   | 1986   | Канада Оупън             | Гран При       | Твърда     | Стефан Едберг     | 6–4, 3–6, 6–3                            |
| Победа | 7–4   | 1986   | Австралия Индор          | Гран При       | Твърда (з) | Иван Лендъл       | 3–6, 7–6(7–2), 6–2, 6–0                  |
| Победа | 8–4   | 1986   | Токио Индор              | Гран При       | Килим (з)  | Стефан Едберг     | 7–6(7–5), 6–1                            |
| Победа | 9–4   | 1986   | Париж Мастърс            | Гран При       | Килим (з)  | Серхио Казал      | 6–4, 6–3, 7–6(7–3)                       |
| Загуба | 9–5   | 1986   | ATP Финали (Ню Йорк)     | ATP Финали     | Килим (з)  | Иван Лендъл       | 4–6, 4–6, 4–6                            |
| Победа | 10–5  | 1987   | Индиън Уелс Оупън        | Гран При       | Твърда     | Стефан Едберг     | 6–4, 6–4, 7–5                            |
| Победа | 11–5  | 1987   | Милан Индор              | Гран При       | Килим (з)  | Милослав Мечирж   | 6–4, 6–3                                 |
| Победа | 12–5  | 1987   | Куинс Клъб Чемпиъншипс   | Гран При       | Трева      | Джими Конърс      | 6–7(3–7), 6–3, 6–4                       |
| Загуба | 12–6  | 1987   | Синсинати                | Гран При       | Твърда     | Стефан Едберг     | 4–6, 1–6                                 |
| Победа | 13–6  | 1988   | Индиън Уелс Оупън        | Гран При       | Твърда     | Емилио Санчес     | 7–5, 6–4, 2–6, 6–4                       |
| Победа | 14–6  | 1988   | WCT Финали (Далас)       | Гран При       | Килим (з)  | Стефан Едберг     | 6–4, 1–6, 7–5, 6–2                       |
| Победа | 15–6  | 1988   | Куинс Клъб Чемпиъншипс   | Гран При       | Трева      | Стефан Едберг     | 6–1, 3–6, 6–3                            |
| Загуба | 15–7  | 1988   | Уимбълдън                | Голям шлем     | Трева      | Стефан Едберг     | 6–4, 6–7(2–7), 4–6, 2–6                  |
| Победа | 16–7  | 1988   | Индианаполис Чемпиъншипс | Гран При       | Твърда     | Джон Макенроу     | 6–4, 6–2                                 |
| Победа | 17–7  | 1988   | Токио Индор              | Гран При       | Килим (з)  | Джон Фицджералд   | 7–6(7–4), 6–4                            |
| Победа | 18–7  | 1988   | Стокхолм Оупън           | Гран При       | Твърда (з) | Петер Лундгрен    | 6–4, 6–1, 6–1                            |
| Победа | 19–7  | 1988   | ATP Финали (Ню Йорк)     | ATP Финали     | Килим (з)  | Иван Лендъл       | 5–7, 7–6(7–5), 3–6, 6–2, 7–6(7–5)        |
| Победа | 20–7  | 1989   | Милан Индор              | Гран При       | Килим (з)  | Александър Волков | 6–1, 6–2                                 |
| Победа | 21–7  | 1989   | Ю Ес Про Индор           | Гран При       | Килим (з)  | Тим Майот         | 7–6(7–4), 6–1, 6–3                       |
| Загуба | 21–8  | 1989   | Монте Карло Мастърс      | Гран При       | Клей       | Алберто Мансини   | 5–7, 6–2, 6–7(4–7), 5–7                  |
| Победа | 22–8  | 1989   | Уимбълдън                | Голям шлем     | Трева      | Стефан Едберг     | 6–0, 7–6(7–1), 6–4                       |
| Победа | 23–8  | 1989   | ОП САЩ                   | Голям шлем     | Твърда     | Иван Лендъл       | 7–6(7–2), 1–6, 6–3, 7–6(7–4)             |
| Победа | 24–8  | 1989   | Париж Мастърс            | Гран При       | Килим (з)  | Стефан Едберг     | 6–4, 6–3, 6–3                            |
| Загуба | 24–9  | 1989   | ATP Финали (Ню Йорк)     | ATP Финали     | Килим (з)  | Стефан Едберг     | 6–4, 6–7(6–8), 3–6, 1–6                  |
| Победа | 25–9  | 1990   | Брюксел Индор            | Шампионски     | Килим (з)  | Карл-Уве Щееб     | 7–5, 6–2, 6–2                            |
| Победа | 26–9  | 1990   | Щутгарт Мастърс          | Шампионски     | Килим (з)  | Иван Лендъл       | 6–2, 6–2                                 |
| Загуба | 26–10 | 1990   | Германия Оупън           | Сингъл седмица | Клей       | Хуан Агилера      | 1–6, 0–6, 6–7(7–9)                       |
| Загуба | 26–11 | 1990   | Куинс Клъб Чемпиъншипс   | Световни серии | Трева      | Иван Лендъл       | 3–6, 2–6                                 |
| Загуба | 26–12 | 1990   | Уимбълдън                | Голям шлем     | Трева      | Стефан Едберг     | 2–6, 2–6, 6–3, 6–3, 4–6                  |
| Победа | 27–12 | 1990   | Индианаполис Чемпиъншипс | Шампионски     | Твърда     | Петер Лундгрен    | 6–3, 6–4                                 |
| Победа | 28–12 | 1990   | Австралия Индор          | Шампионски     | Твърда (з) | Стефан Едберг     | 7–6(7–4), 6–4, 6–4                       |
| Загуба | 28–13 | 1990   | Токио Индор              | Шампионски     | Килим (з)  | Иван Лендъл       | 6–4, 3–6, 6–7(5–7)                       |
| Победа | 29–13 | 1990   | Стокхолм Оупън           | Сингъл седмица | Килим (з)  | Стефан Едберг     | 6–4, 6–0, 6–3                            |
| Загуба | 29–14 | 1990   | Париж Мастърс            | Сингъл седмица | Килим (з)  | Стефан Едберг     | 3–3, отказва се                          |
| Победа | 30–14 | 1991   | ОП Австралия             | Голям шлем     | Твърда     | Иван Лендъл       | 1–6, 6–4, 6–4, 6–4                       |
| Загуба | 30–15 | 1991   | Монте Карло Мастърс      | Сингъл седмица | Клей       | Серхи Бругера     | 7–5, 4–6, 6–7(6–8), 6–7(4–7)             |
| Загуба | 30–16 | 1991   | Уимбълдън                | Голям шлем     | Трева      | Михаел Щих        | 4–6, 6–7(4–7), 4–6                       |
| Загуба | 30–17 | 1991   | Индианаполис Чемпиъншипс | Шампионски     | Твърда     | Пийт Сампрас      | 6–7(2–7), 6–3, 3–6                       |
| Победа | 31–17 | 1991   | Стокхолм Оупън           | Сингъл седмица | Килим (з)  | Стефан Едберг     | 3–6, 6–4, 1–6, 6–2, 6–2                  |
| Победа | 32–17 | 1992   | Брюксел Индор            | Шампионски     | Килим (з)  | Джим Къриър       | 6–7(5–7), 2–6, 7–6(12–10), 7–6(7–5), 7–5 |
| Победа | 33–17 | 1992   | Ротердам Оупън           | Световни серии | Килим (з)  | Александър Волков | 7–6(11–9), 4–6, 6–2                      |
| Победа | 34–17 | 1992   | Суис Индорс              | Световни серии | Твърда (з) | Петер Корда       | 3–6, 6–3, 6–2, 6–4                       |
| Победа | 35–17 | 1992   | Париж Мастърс            | Сингъл седмица | Килим (з)  | Ги Форже          | 7–6(7–3), 6–3, 3–6, 6–3                  |
| Победа | 36–17 | 1992   | ATP Финали (Франкфурт)   | ATP Финали     | Килим (з)  | Джим Къриър       | 6–4, 6–3, 7–5                            |
| Победа | 37–17 | 1993   | Катар Оупън              | Световни серии | Твърда     | Горан Иванишевич  | 7–6(7–4), 4–6, 7–5                       |
| Победа | 38–17 | 1993   | Милан Индор              | Шампионски     | Килим (з)  | Серхи Бругера     | 6–3, 6–3                                 |
| Загуба | 38–18 | 1993   | Индианаполис Чемпиъншипс | Шампионски     | Твърда     | Джим Къриър       | 5–7, 3–6                                 |
| Победа | 39–18 | 1994   | Милан Индор              | Шампионски     | Килим (з)  | Петер Корда       | 6–2, 3–6, 6–3                            |
| Загуба | 39–19 | 1994   | Италия Оупън             | Сингъл седмица | Клей       | Пийт Сампрас      | 1–6, 2–6, 2–6                            |
| Победа | 40–19 | 1994   | Лос Анджелис Оупън       | Световни серии | Твърда     | Марк Удфорд       | 6–2, 6–2                                 |
| Победа | 41–19 | 1994   | Волво Интернешънъл       | Шампионски     | Твърда     | Марк Росе         | 6–3, 7–5                                 |
| Загуба | 41–20 | 1994   | Австралия Индор          | Шампионски     | Твърда (з) | Рихард Крайчек    | 6–7(5–7), 6–7(7–9), 6–2, 3–6             |
| Победа | 42–20 | 1994   | Стокхолм Оупън           | Сингъл седмица | Килим (з)  | Горан Иванишевич  | 4–6, 6–4, 6–3, 7–6(7–4)                  |
| Загуба | 42–21 | 1994   | ATP Финали (Франкфурт)   | ATP Финали     | Килим (з)  | Пийт Сампрас      | 6–4, 3–6, 5–7, 4–6                       |
| Победа | 43–21 | 1995   | Оупън 13                 | Световни серии | Килим (з)  | Даниел Вацек      | 6–7(2–7), 6–4, 7–5                       |
| Загуба | 43–22 | 1995   | Милан Индор              | Шампионски     | Килим (з)  | Евгени Кафелников | 5–7, 7–5, 6–7(6–8)                       |
| Загуба | 43–23 | 1995   | Монте Карло Мастърс      | Сингъл седмица | Клей       | Томас Мустер      | 6–4, 7–5, 1–6, 6–7(6–8), 0–6             |
| Загуба | 43–24 | 1995   | Уимбълдън                | Голям шлем     | Трева      | Пийт Сампрас      | 7–6(7–5), 2–6, 4–6, 2–6                  |
| Загуба | 43–25 | 1995   | Париж Мастърс            | Сингъл седмица | Килим (з)  | Пийт Сампрас      | 6–7(5–7), 4–6, 4–6                       |
| Победа | 44–25 | 1995   | ATP Финали (Франкфурт)   | ATP Финали     | Килим (з)  | Майкъл Ченг       | 7–6(7–3), 6–0, 7–6(7–5)                  |
| Победа | 45–25 | 1996   | ОП Австралия             | Голям шлем     | Твърда     | Майкъл Ченг       | 6–2, 6–4, 2–6, 6–2                       |
| Победа | 46–25 | 1996   | Куинс Клъб Чемпиъншипс   | Световни серии | Трева      | Стефан Едберг     | 6–4, 7–6(7–3)                            |
| Победа | 47–25 | 1996   | Виена Оупън              | Шампионски     | Килим (з)  | Ян Симеринк       | 6–4, 6–7(7–9), 6–2, 6–3                  |
| Победа | 48–25 | 1996   | Щутгарт Мастърс          | Супер 9        | Килим (з)  | Пийт Сампрас      | 3–6, 6–3, 3–6, 6–3, 6–4                  |
| Загуба | 48–26 | 1996   | ATP Финали (Франкфурт)   | ATP Финали     | Килим (з)  | Пийт Сампрас      | 6–3, 6–7(5–7), 6–7(4–7), 7–6(13–11), 4–6 |
| Победа | 49–26 | 1996   | Купа на големия шлем     | Голям шлем     | Килим (з)  | Горан Иванишевич  | 6–3, 6–4, 6–4                            |
| Загуба | 49–27 | 1998   | Суис Оупън               | Световни серии | Клей       | Алекс Кореча      | 6–7(5–7), 5–7, 3–6                       |
| Загуба | 49–28 | 1999   | Хонконг Оупън            | Световни серии | Твърда     | Андре Агаси       | 7–6(7–4), 4–6, 4–6                       |

### Участия в турнирите
| Турнир                                   | 1984  | 1985   | 1986   | 1987   | 1988   | 1989   | 1990   | 1991   | 1992  | 1993  | 1994  | 1995   | 1996  | 1997  | 1998  | 1999  | купи/сезони | Победи/Загуби |
| ---------------------------------------- | ----- | ------ | ------ | ------ | ------ | ------ | ------ | ------ | ----- | ----- | ----- | ------ | ----- | ----- | ----- | ----- | ----------- | ------------- |
| Турнир от големия шлем                   |       |        |        |        |        |        |        |        |       |       |       |        |       |       |       |       |             |               |
| Аустрелиън Оупън                         | ЧФ    | 2К     | НС     | 4К     | A      | 4К     | ЧФ     | Ф      | 3К    | 1К    | A     | 1К     | Ф     | 1К    | A     | A     | 2 / 11      | 29 – 9        |
| Ролан Гарос                              | A     | 2К     | ЧФ     | ПФ     | 4К     | ПФ     | 1К     | ПФ     | A     | 2К    | A     | 3К     | A     | A     | A     | A     | 0 / 9       | 26 – 9        |
| Уимбълдън                                | 3К    | Ф      | Ф      | 2К     | Ф      | Ф      | Ф      | Ф      | ЧФ    | ПФ    | ПФ    | Ф      | 3К    | ЧФ    | A     | 4К    | 3 / 15      | 71 – 12       |
| ЮС Оупън                                 | A     | 4К     | ПФ     | 4К     | 2К     | Ф      | ПФ     | 3К     | 4К    | 4К    | 1К    | ПФ     | A     | A     | A     | A     | 1 / 11      | 37 – 10       |
| Отношение победи                         | 0 / 2 | 1 / 4  | 1 / 3  | 0 / 4  | 0 / 3  | 2 / 4  | 0 / 4  | 1 / 4  | 0 / 3 | 0 / 4 | 0 / 2 | 0 / 4  | 1 / 2 | 0 / 2 | 0 / 0 | 0 / 1 | 6 / 46      | N/A           |
| Победи-Загуби                            | 6 – 2 | 11 – 3 | 16 – 2 | 11 – 4 | 10 – 3 | 22 – 2 | 15 – 4 | 20 – 3 | 9 – 3 | 9 – 4 | 5 – 2 | 13 – 4 | 9 – 1 | 4 – 2 | 0 – 0 | 3 – 1 | N/A         | 163 – 40      |
| Year-End Championship (сега Мастърс къп) |       |        |        |        |        |        |        |        |       |       |       |        |       |       |       |       |             |               |
| Мастърс къп                              | A     | Ф      | Ф      | ГР     | П      | Ф      | ПФ     | ГР     | П     | A     | Ф     | П      | Ф     | A     | A     | A     | 3 / 11      | 36 – 13       |
| АТП мастърс серии                        |       |        |        |        |        |        |        |        |       |       |       |        |       |       |       |       |             |               |
| Индиън Уелс                              | A     | A      | A      | П      | П      | 3К     | ПФ     | A      | A     | A     | A     | ПФ     | 2К    | A     | A     | A     | 2/6         | 17 – 4        |
| Маями                                    | A     | 2К     | 3К     | 1К     | A      | A      | 2К     | 2К     | 4К    | 2К    | 2К    | A      | A     | A     | A     | 2К    | 0/8         | 9 – 7         |
| Монте Карло                              | A     | 2К     | A      | 1К     | 1К     | Ф      | ЧФ     | Ф      | 3К    | 1К    | A     | Ф      | 3К    | 1К    | ЧФ    | 2К    | 0/12        | 21 – 12       |
| Рим                                      | A     | ПФ     | ЧФ     | A      | 1К     | A      | A      | A      | A     | 3К    | Ф     | A      | A     | 3К    | A     | A     | 0/6         | 15 – 6        |
| Хамбург                                  | 2К    | A      | 1К     | A      | ПФ     | ПФ     | Ф      | A      | ПФ    | 3К    | 1К    | 1К     | 3К    | 3К    | 1К    | A     | 0/12        | 16 – 12       |
| Торонто/Монтреал                         | A     | A      | П      | ПФ     | A      | A      | A      | A      | A     | 3К    | A     | A      | A     | A     | A     | A     | 1/3         | 9 – 2         |
| Синсинати                                | A     | П      | A      | Ф      | A      | ПФ     | A      | ПФ     | A     | A     | 3К    | 1К     | A     | A     | A     | A     | 1/6         | 19 – 5        |
| Стокхолм                                 | A     | A      | A      | A      | П      | 3К     | П      | П      | ЧФ    | 3К    | П     | 3К     | П     | 2К    | 3К    | A     | 5/11        | 33 – 6        |
| Париж                                    | A     | A      | П      | A      | A      | П      | Ф      | 2К     | П     | ЧФ    | ЧФ    | Ф      | 1К    | 2К    | 1К    | A     | 2/11        | 29 – 7        |

П – Спечелен турнир 

Ф – Загубен финал 

ПФ – Полуфинал 

ЧФ – Четвърфинал 

1К – 4К 1 – 4 кръг 

ГР – Отпадане в групите 

НС = Турнира не се е състоял.

A = Не е участвал на турнира.

## В ранглистата на ATP
| Година | 1984 | 1985 | 1986 | 1987 | 1988 | 1989 | 1990 | 1991 | 1992 | 1993 | 1994 | 1995 | 1996 | 1997 | 1998 | 1999 |
| Сингъл | 66   | 6    | 2    | 5    | 4    | 2    | 2    | 3    | 5    | 11   | 3    | 4    | 6    | 62   | 69   | 132  |
| Двойки | 67   | 35   | 13   | 16   | 26   | 39   | 28   | 90   | 80   | 84   | 153  | 84   | 227  | 463  | 208  | 179  |

## Баланс срещу съперници
| Съперник      | Резултат | Статистика |
| Стефан Едберг | 25:10    | линк       |
| Иван Лендъл   | 10:11    | линк       |
| Пийт Сампрас  | 7:12     | линк       |
| Матс Виландер | 7:3      | линк       |
| Андре Агаси   | 4:10     | линк       |
| Майкъл Ченг   | 5:1      | линк       |
| Михаел Щих    | 8:4      | линк       |

## Рекорди
- 1985 – Най-млад победител на Уимбълдън
- 1985 – Най-млад победител в турнира за Купа Дейвис
- Четирикратен победител на Мастърса в Стокхолм/Щутгарт

В турнирите от големия шлем:
- 163 победи
- 7 обрата от 0:2 до 3:2, като в 3 от случаите след това е ставал шампион
- 30 победи след загубен първи сет
- 23 спечелени сета с 6:0

## Отличия
- Спортист на годината в Германия: 1985, 1986, 1989, 1990[19]
- Бамби: 1985[20]
- Немска телевизионна награда: 1999, заедно с Щефи Граф[21]